# مقاطعة أوتيرو (كولورادو)
مقاطعة أوتيرو (بالإنجليزية: Otero County)‏ هي إحدى مقاطعات ولاية كولورادو في الولايات المتحدة الأمريكية.

## أعلام
- جورج بنت